# Cantón el Tívoli
Cantón el Tívoli är en ort i Mexiko.   Den ligger i kommunen Huehuetán och delstaten Chiapas, i den sydöstra delen av landet, 900 km sydost om huvudstaden Mexico City. Cantón el Tívoli ligger 201 meter över havet och antalet invånare är 323.
Terrängen runt Cantón el Tívoli är kuperad åt nordost, men åt sydväst är den platt. Runt Cantón el Tívoli är det tätbefolkat, med 286 invånare per kvadratkilometer. Närmaste större samhälle är Tapachula, 14,0 km sydost om Cantón el Tívoli. I omgivningarna runt Cantón el Tívoli växer huvudsakligen savannskog.